# Florenz von Langen
Florenz von Langen (* im 15. Jahrhundert; † 28. März 1528) war Domherr in Münster.

## Leben
Florenz von Langen wurde als Sohn des Dietrich von Langen zu Everswinkel aus dem westfälischen Adelsgeschlecht der von „Langen mit den Rauten“ und dessen Gemahlin Sophia geboren. Sein Bruder Rudolf war Frühhumanist und besaß ein Domkanonikat in Münster.
Erstmals am 19. November 1492 wird Florenz als Domherr zu Münster urkundlich erwähnt. Über sein Wirken gibt die Quellenlage keinen Aufschluss. Nach seinem Tode entstand zwischen Arnold de Bever und Michael von der Leyen ein Streit um die frei gewordene Dompräbende. Nach der Entscheidung des Domkapitels kam Michael in den Besitz der Pfründe.